# 元平
元平（前74年）是汉昭帝的第三个年号，也是他的最后一个年号，共使用了1年。
同年六月一日，昌邑王刘贺即位，六月二十八日被廢，在位仅27天，还未订立年号。七月二十五日，汉宣帝即位後沿用元平年号，次年改元本始。

## 大事记
元平元年（前74年）四月十七日，漢昭帝去世。六月一日，昌邑王劉賀即帝位。六月二十八日，霍光廢劉賀。七月二十五日，漢宣帝即帝位。

## 纪年表
| 元平 | 元年   |
| ---- | ------ |
| 公元 | 前74年 |
| 干支 | 丁未   |

## 参看
- 中國年號索引

| 前一年號： 元凤 | 西漢年號 元平 | 下一年號： 本始 |

1. ↑  李崇智，《中國歷代年號考》，第4頁。
2. ↑  s:漢書/卷007
3. ↑  s:漢書/卷008